# Nuoto per salvamento ai Giochi mondiali 2022 - 100 m trasporto manichino con pinne femminile
La gara dei 100 m trasporto manichino con pinne femminile di nuoto per salvamento ai Giochi mondiali 2022 si è svolta il 10 luglio 2022 a Birmingham. Il programma non prevedeva turni preliminari ma solamente la finale.

## Risultati
| Pos | Atleta                                 | Nazione  | Tempo |
| --- | -------------------------------------- | -------- | ----- |
|     | Undine Lauerwald                       | Germania | 52.62 |
|     | Antia Garcia Silva                     | Spagna   | 52.98 |
|     | Nina Holt                              | Germania | 53.57 |
| 4   | Federica Volpini                       | Italia   | 54.27 |
| 5   | Magali Rousseau                        | Francia  | 55.81 |
| 6   | Lucrezia Fabretti                      | Italia   | 56.06 |
| 7   | Camille Julien                         | Francia  | 56.79 |
| 8   | Maria Rodriguez Rodriguez de la Sierra | Spagna   | 57.90 |